# Chiesa di Santa Maria in Cappella
La chiesa di Santa Maria in Cappella è una chiesa di Roma, nel rione Trastevere, situata in Vicolo di S. Maria in Cappella, 6.

## Storia

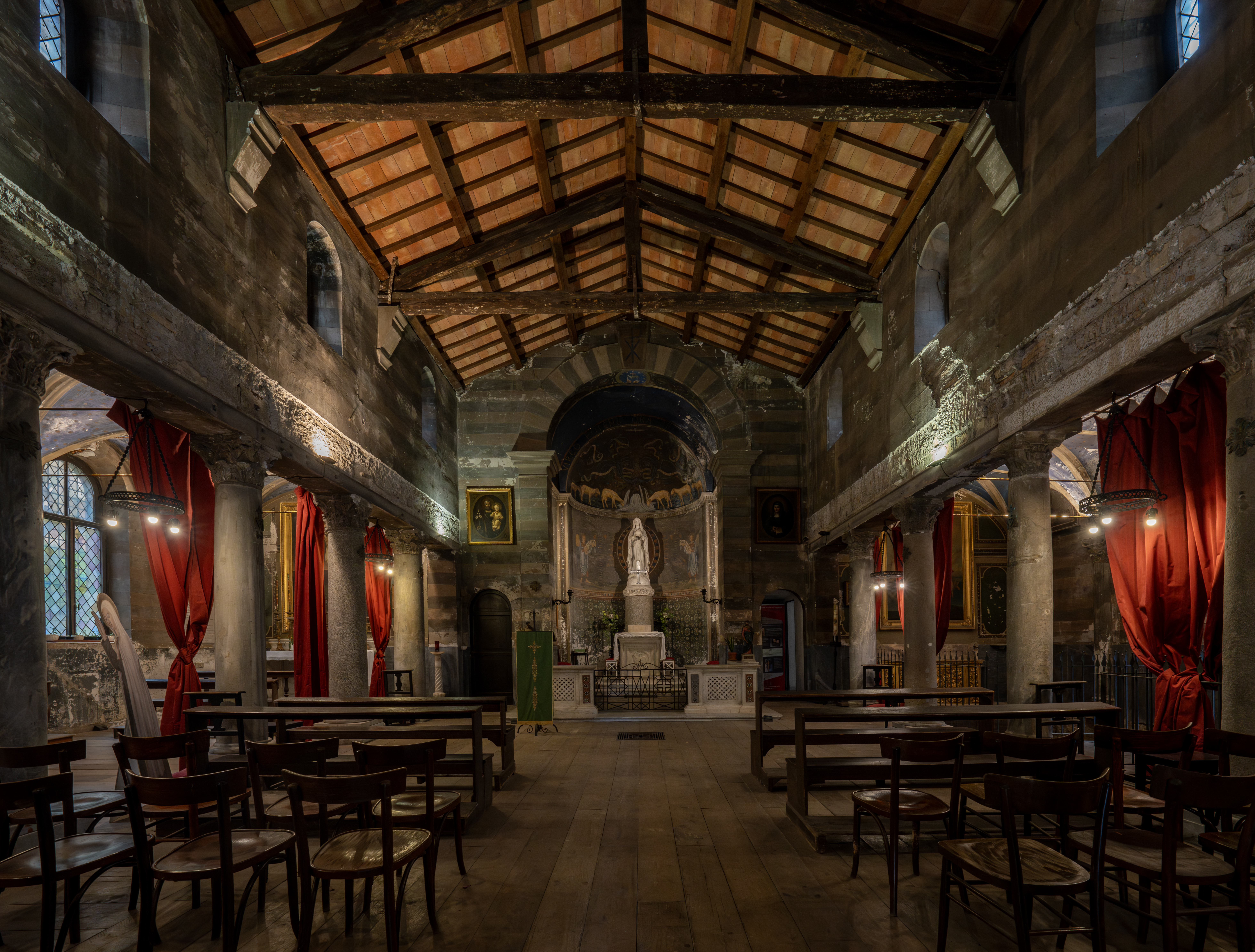
L'interno

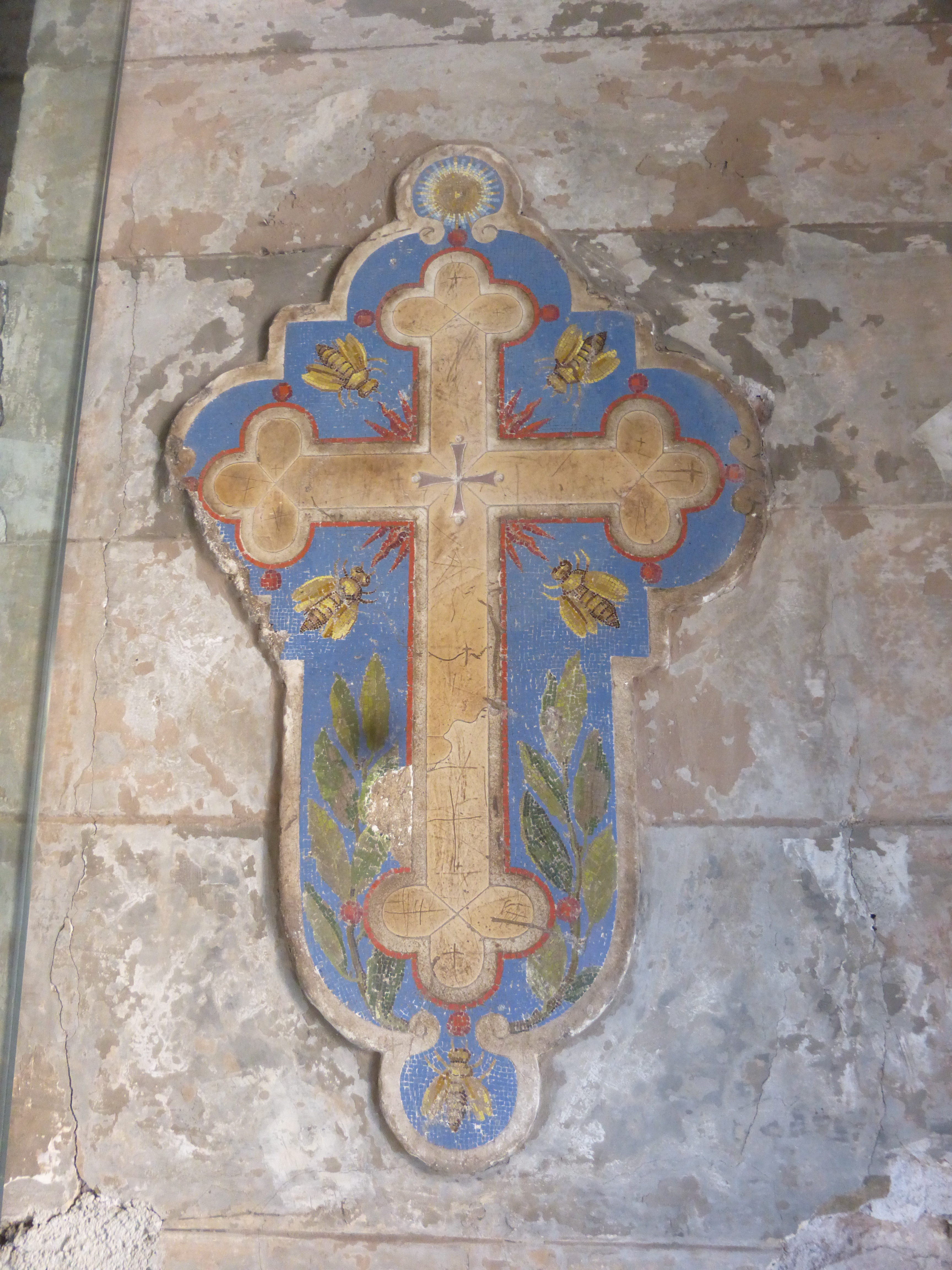
Croce del giubileo di Urbano VIII allo stipite

Questa antichissima chiesa è ricordata per la prima volta da una lapide, posta sulla destra appena entrati, che ricorda il giorno della consacrazione (25 marzo 1090), avvenuta da Papa Urbano II, e il suo nome ad pineam (ossia presso la pigna). L'attuale appellativo ha un'origine incerta, e diverse sono le sue interpretazioni:
- la più complessa, e anche la meno probabile, fa riferimento proprio alla lapide d'entrata, il cui quarto stico recita: “que appell(atur) ad pinea(m) per ep(iscop)os Ubaldu”; l'espressione que appell ad, divenne nel gergo popolare cappella;
- altri (Nibby, Hulsen) credono che il nominativo cappella derivi dal latino cupella, ossia barile; a prova di ciò il fatto che nel XV secolo la Compagnia dei barilai aveva in questa chiesa la sua sede;
- la soluzione più semplice invece riconduce tale denominazione ad una preesistente cappella o oratorio sul luogo dell'attuale chiesa.

La chiesa poi non è molto menzionata nel corso dei secoli successivi all'XI. Oltre alla consacrazione di un altare nel 1113, la chiesa è ricordata quando, per motivi di stabilità, la navata destra fu chiusa al pubblico e nel 1391 Andreozzo Ponziani, suocero di Francesca Romana  vi fondò, dopo restauro, l'ospedale del Santissimo Salvatore. Alla sua morte, l'ospedale rimase affidato a Francesca e la chiesa passò poi alle Oblate di Tor de' Specchi, che la cedettero nel 1540 alla compagnia dei barilari.
I Doria-Pamphilj vi esercitarono il patronato e Innocenzo X ne conferì la proprietà nel 1650 a Donna Olimpia che, acquistando vari terreni attorno, vi fece costruire un casino e un giardino di delizie detto "i bagni di Donna Olimpia", affacciato direttamente sul Tevere: se ne intravede ancora la facciata dal Lungotevere Ripa, dietro un muro moderno.
In seguito la chiesa divenne fatiscente, fu quindi chiusa e poi riaperta, passò poi di mano più volte, finché nel 1797 subì una prima serie di importanti restauri ad opera del Sodalizio dei Marinari di Ripa e Ripetta. Altri restauri furono intrapresi dai proprietari Doria-Pamphilj, a metà dell'Ottocento, sotto la direzione di Andrea Busiri Vici: con questi lavori la chiesa prese il suo aspetto attuale, e furono costruiti due nuovi corpi di fabbrica ai lati del casino, installandovi un ospizio (ancora funzionante come "casa di riposo della Fondazione di Santa Francesca Romana", convenzionata con la sanità pubblica), e mantenendo il giardino.
La facciata della chiesa è frutto del restauro del Busiri Vici, mentre il campanile è ancora quello medievale (XII secolo). L'interno si presenta a tre navate, divise fra loro da antiche colonne di spoglio, ossia recuperate da altri edifici precedenti. La decorazione interna è frutto dei lavori di restauro dell'Ottocento e quasi più nulla rimane di medievale. Dal cortile si accede all'ospizio.
Questa chiesa appare nella serie televisiva italiana Suburræterna del 2023.